# CNBC Europe
«CNBC» (Си-эн-би-си́ Ю́роп) — телеканал новостей в сфере бизнеса и финансов. Является европейской версией американского телеканала CNBC и транслируется в Европе, на Ближнем Востоке и в Африке. Штаб-квартира телеканала находится в Лондоне.

### CNBC-e
CNBC-e — турецкий бесплатный телеканал, которым в Турции управляют NBCUniversal, Comcast и İlbak Holding с 10 июня 2024 года. Ранее канал с таким же названием управлялся NBCUniversal и Doğuş Media Group в период с 2000 по 2015 год.